# Pulau Lancang Kecil
Pulau Lancang Kecil är en ö i Indonesien.   Den ligger i provinsen Jakarta, i den västra delen av landet, 40 km nordväst om huvudstaden Jakarta. Arean är 0,20 kvadratkilometer.
Terrängen på Pulau Lancang Kecil är mycket platt. Den sträcker sig 0,5 kilometer i nord-sydlig riktning, och 0,6 kilometer i öst-västlig riktning.